# Косоржанский сельсовет
Косоржа́нский сельсове́т» — сельское поселение в Щигровском районе Курской области. 
Административный центр — село Косоржа.

## География
Большинство населённых пунктов Косоржанского сельсовета находятся у истока реки Косоржи. Деревня Пересуха находится на границе с Орловской областью у истока реки Нетрубеж.

## История
В июне 1954 года в состав Косоржанского сельсовета вошли населённые пункты упразднённого Касиновского сельсовета.
В июне 1969 года к селу Косоржа была присоединена деревня Шелобаевка Косоржанского сельсовета.
В ноябре 1990 года был вновь создан Касиновский сельсовет, из состава Косоржанского сельсовета в него были переданы деревни Касиновка, Ачкасово, Кашарка и село Малый Змеинец.
Косоржанский сельсовет получил статус сельского поселения в соответствии с законом Курской области №48-ЗКО «О муниципальных образованиях Курской области» от 14 октября 2004 года. 

## Население
| 2002 | 2010 | 2012 | 2013 | 2014 | 2015 | 2016 |
| ---- | ---- | ---- | ---- | ---- | ---- | ---- |
| 910  | ↘665 | ↘644 | ↘627 | ↘611 | ↘600 | ↘589 |
| 2017 | 2018 | 2019 | 2020 | 2021 |      |      |
| ↘585 | ↘569 | ↘564 | ↘547 | ↗591 |      |      |

## Состав сельского поселения
| № | Населённый пункт | Тип населённого пункта       | Население |
| - | ---------------- | ---------------------------- | --------- |
| 1 | Бритовка         | деревня                      | ↘0        |
| 2 | Быковка          | деревня                      | ↘0        |
| 3 | Косоржа          | село, административный центр | ↘539      |
| 4 | Логачевка        | деревня                      | ↘7        |
| 5 | Пересуха         | деревня                      | ↘112      |
| 6 | Шпили            | деревня                      | ↘7        |

## Транспорт

### Железнодорожное сообщение
Через территорию Знаменского сельсовета проходит однопутная неэлектрифицированная железнодорожная ветка Охочевка — Колпны. В селе Косоржа находится остановочная платформа Косоржа, которая ранее имела статус станции. Пригородное железнодорожное сообщение осуществляется по направлениям Курск — Колпны.

### Автомобильное сообщение
Косоржанский сельсовет связан автомобильной дорогой с твёрдым покрытием с Касиновским сельсоветом. Осуществляется пригородное автобусное сообщение с городом Щигры.